# Du gamla, Du fria
Du gamla, Du fria is het volkslied van Zweden. Het werd in 1844 door Richard Dybeck geschreven op de wijs van een oud volksdeuntje. In 1844 bevatte het lied nog maar twee coupletten, maar in 1910 werden er door Louise Ahlén twee aan toegevoegd.
In tegenstelling tot de meeste Europese volksliederen heeft het Zweedse volkslied nooit een officiële status gekregen. Maar de traditie zorgt ervoor dat dat ook niet meer hoeft. Wel zijn er in de Zweedse Rijksdag diverse keren moties behandeld die beoogden Du gamla een officiële status te geven. Maar deze moties werden stelselmatig verworpen.
De eigenlijke titel van het lied luidt Sång till Norden (Lied voor het Noorden), maar de eerste twee zinnen van het lied gelden in het dagelijks gebruik als titel.

## Tekst van het lied

### Zweeds
Du gamla, Du fria, Du fjällhöga nord
Du tysta, Du glädjerika sköna!
Jag hälsar Dig, vänaste land uppå jord,
Din sol, Din himmel, Dina ängder gröna,
Din sol, Din himmel, Dina ängder gröna.
Du tronar på minnen från fornstora dar,
då ärat Ditt namn flög över jorden.
Jag vet att Du är och Du blir vad du var.
Ja, jag vill leva jag vill dö i Norden,
Ja, jag vill leva jag vill dö i Norden.
Jag städs vill dig tjäna mitt älskade land,
din trohet till döden vill jag svära.
Din rätt, skall jag värna, med håg och med hand,
Din fana, högt den bragderika bära,
Din fana, högt den bragderika bära.
Med Gud skall jag kämpa, för hem och för härd,
för Sverige, den kära fosterjorden.
Jag byter Dig ej, mot allt i en värld
Nej, jag vill leva jag vill dö i Norden,
Nej, jag vill leva jag vill dö i Norden.

### Vertaling

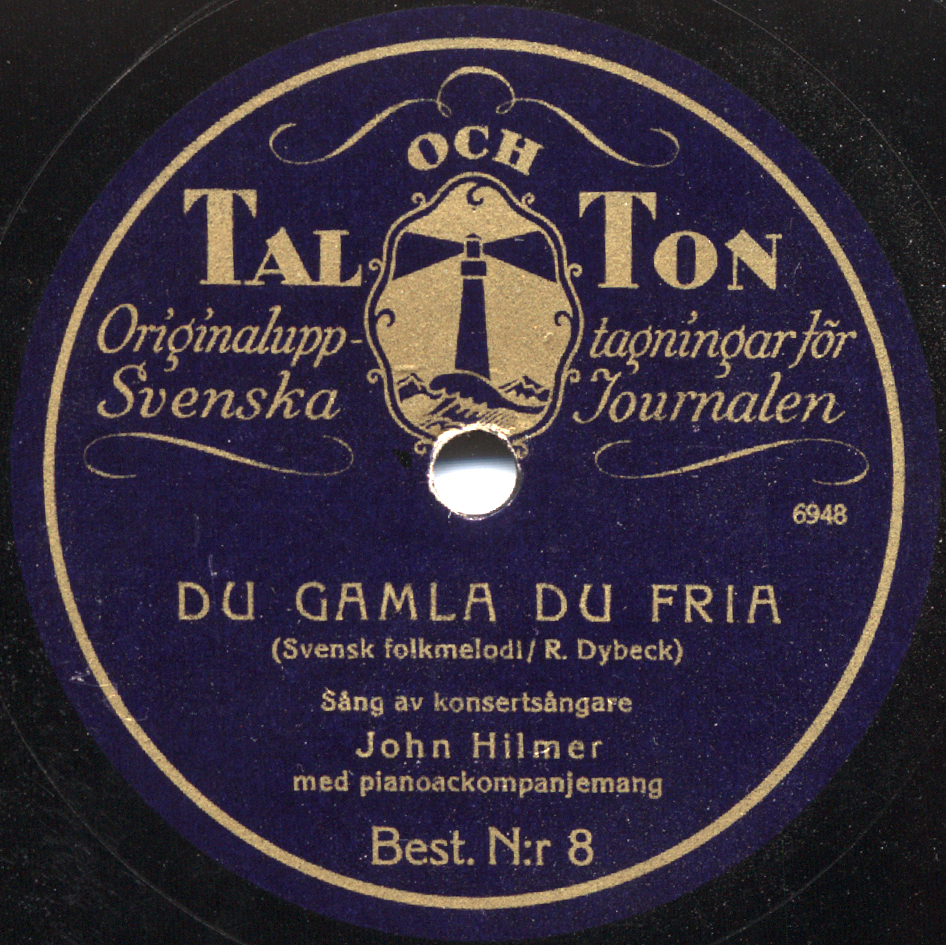
Grammofoonplaat met het volkslied, rond 1930

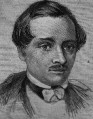
Richard Dybeck

Gij oude, Gij vrije, Gij bergachtig noorden.
Gij stille, Gij vreugderijke schone!
Ik groet U, lieflijkste land op Aarde,
Uw zon, Uw hemel, Uw groene streken,
Uw zon, Uw hemel, Uw groene streken.
Gij troont op herinneringen van grootse dagen,
toen Uw naam geëerd over de Aarde vloog.
Ik weet dat Gij zijt en Gij zult zijn wat Gij waart.
Ja, ik wil leven en sterven in het Noorden,
ja, ik wil leven en sterven in het Noorden.
U wil ik steeds dienen, mijn geliefde land,
U zweer ik trouw tot aan mijn dood.
Uw recht zal ik beschermen met al mijn kracht,
Uw vlag hoog, heldhaftig dragen,
Uw vlag hoog, heldhaftig dragen.
Met God zal ik vechten voor huis en haard,
voor Zweden, het geliefde vaderland.
Ik verruil U nooit, tegen niets in de wereld
Nee, ik wil leven en sterven in het Noorden,
nee, ik wil leven en sterven in het Noorden.